# جون بلير وايت
جون بلير وايت (بالإنجليزية: John Blair Whyte) هو سياسي نيوزلندي، ولد في 1840، وتوفي في 21 يوليو 1914. انتخب عضو مجلس النواب النيوزيلندي.